# Typhonium saraburiensis
Typhonium saraburiensis là một loài thực vật có hoa trong họ Ráy (Araceae). Loài này được Sookchaloem, Hett. & J.Murata mô tả khoa học đầu tiên năm 2001.